# Gaetano Perillo
Gaetano Perillo (né le 1er février 1897 à Gênes, en Ligurie, et mort dans la même ville le 19 septembre 1975) fut un personnage important de la lutte antifasciste à Gênes pendant la période du régime fasciste mis en place en Italie par Mussolini.

## Biographie
Gaetano Perillo fut un militant des Arditi del Popolo. Il est cité par les historiens comme l'un des chefs et l'un des organisateurs des équipes de défense antifasciste de Gênes et d'autres villes. Il crée et dirige jusqu'à sa mort la revue Movimento operaio e socialista (Mouvement ouvrier et socialiste).
Le centre ligure d'histoire sociale de la ville de Gênes, qui se trouve au Palais ducal de Gênes, a créé le fonds de documentation référencé sous le nom de Perillo qui comprend des documents originaux sur la société ouvrière en Ligurie de 1848 à 1922 et sur le mouvement de lutte antifasciste de 1920 à 1922.

## Publications
- (it) Il settimanale degli anarchici genovesi negli anni 1888-1890 (sous le pseudonyme de Pietro Galleano) (1-2/1958).
- (it) Attività economica e condizioni dei lavoratori nel Genovesato intorno alla metà del sec. XIX (3-4/1958).
- (it) I partiti della classe operaia e le elezioni politiche in Liguria fino al 1924. (sous le pseudonyme d'Alfa) (3-4/1958).
- (it) Comunismo, socialismo e cristianesimo sociale nella stampa genovese fra il 1848 e il 1852 (6/1958).
- (it) Il movimento anarchico a La Spezia dal 1888 e il 1852 (1, 2-3/1959).
- (it) Internazionale e Società affratellate nel Genovesato dal 1870 al 1880 (5/1959).
- (it) Gli albori dell’organizzazione operaia nel Genovesato: 1848-1860 (5, 6/1959, 2-3/1969).
- (it) Socialismo e classe operaia nel Genovesato dallo sciopero del 1900 alla scissione sindacalista (4, 5, 6/1960, 1, 3-4/1961).
- (it) I comunisti e la lotta di classe in Liguria negli anni 1921-1922 (3-4/1962, 2-3/1963).
- (it) Istanze di rinnovamento sociale e risonanza dell’Internazionale a Genova avanti la Comune parigina (1-2/1965).
- (it) L’America Latina al VI Congresso dell’Internazione Comunista (2-3/1970).